# Indígenas en el cine norteamericano

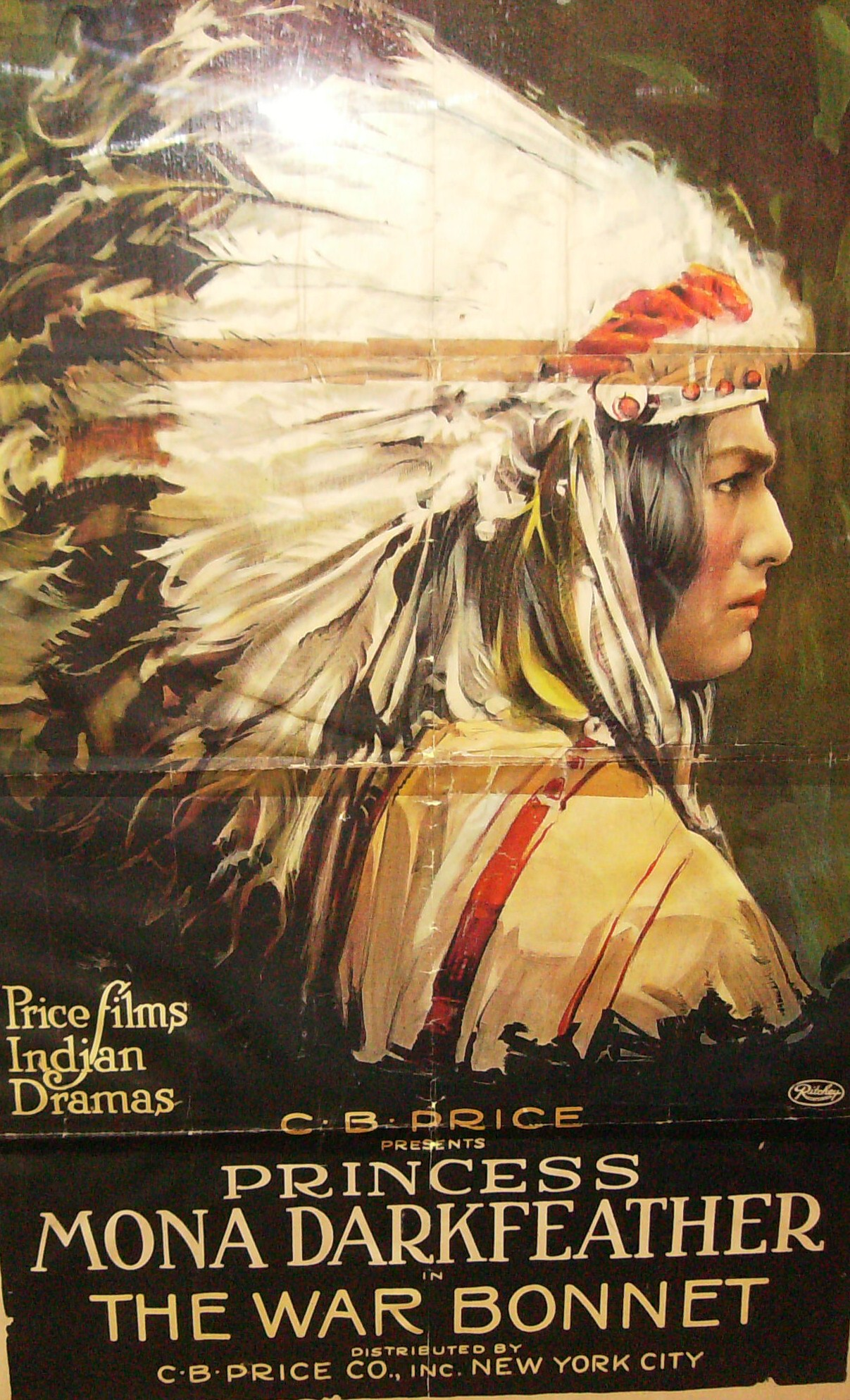
The War Bonnet (1914) protagonizada por Mona Darkfeather, que no era indígena americana.

La representación de Indígenas de América en la televisión y las películas se refiere a los roles indígenas en el cine, en particular su representación en las producciones de Hollywood. Especialmente en el género Wéstern, los personajes comunes de los indígenas pueden reflejar las percepciones históricas y contemporáneas de los indígenas y el Viejo Oeste.
La representación de los indígenas en el cine ha sido criticada por problemas sistémicos percibidos desde el inicio de la industria por su uso de estereotipos que van desde bárbaros violentos hasta "buen salvaje". Una variedad de proyecciones surgió desde principios hasta mediados de la década de 1930 y, a fines de la década de 1930, las imágenes negativas dominaron brevemente los westerns. En 1950, apareció la película histórica Flecha Rota que muchos acreditan como el primer western de la posguerra en representar a los indígenas con simpatía. A partir de la década de 1990, los cineastas indígenas han intentado hacer películas independientes que representen la profundidad y la complejidad de los pueblos indígenas como personas y brinden una descripción realista de su cultura. Los cineastas indígenas contemporáneos han empleado el uso de la soberanía visual, definida por la estudiosa de la nación Séneca,  Michelle H. Raheja, como "una forma de volver a imaginar las articulaciones de auto representación y autonomía centradas en los indígenas que involucran las poderosas ideologías de los medios de comunicación", para recuperar el derecho de contar sus propias historias.

## Historia

### Orígenes
Alrededor de la década de 1860, las historias que involucraban figuras indígenas heroicas proliferaron en novelas de diez centavos.
Desde la década de 1870 hasta la década de 1910, los espectáculos del viejo oeste, como Buffalo Bill 's Wild West Show, popularizaron el conflicto entre "indios y vaqueros". Estas representaciones teatrales recorrieron América y Europa, presentando ficción romántica sobre la frontera estadounidense que algunas audiencias malinterpretaron como verdadera historia. En 1912, Buffalo Bill produjo una película muda de tres minutos titulada The Life of Buffalo Bill, protagonizada por él mismo.
En su novela de 1917, Buffalo Bill se identificó a sí mismo como un "luchador indígena" y sus espectáculos del salvaje oeste condujeron a una tergiversación generalizada de los indígenas, a pesar de su participación con actores indígenas. Algunos actores indígenas optaron por retratar a los jefes de los programas como beligerantes, mientras que otros interpretaron sus papeles con humilde dignidad, posiblemente creando la dicotomía india salvaje y noble sedienta de sangre, o "doble estereotipo".

### Era del cine mudo

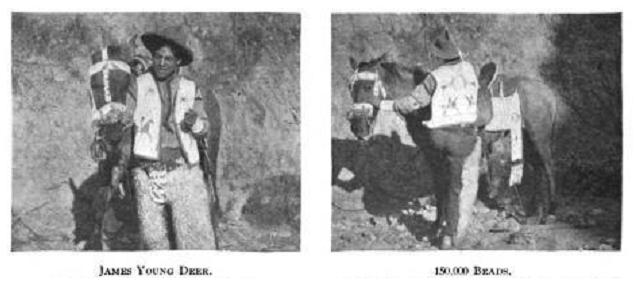
James Young Deer fue un director de cine de Nanticoke (indígena americano) que participó en más de 150 películas mudas de temática nativa.

En 1908, DW Griffith publicó El hombre rojo y el niño . La película presentó una descripción simpática de personajes indígenas; sin embargo, los críticos describen su representación como una "raza india indefensa ... obligada a retroceder ante el avance del blanco ". Representaciones similares incluyeron The Indian Runner's Romance (1909) y The Red Man's View (1909).
Para 1910, una quinta parte de las películas estadounidenses eran westerns.
Alrededor de 1910, Pathé contrató al director de cine de Nanticoke James Young Deer para producir películas mudas precisas de indígenas con representaciones positivas. Deer, actor, escritor y director, participó en la producción de más de 150 películas, por ejemplo, White Fawn's Devotion: A Play Acted by a Tribe of Red Indians in America.
En 1912, DW Griffith publicó A Pueblo Legend y La Matanza, que no mostraron a los indígenas de manera positiva. Esta película idealizó los papeles de Custer en las guerras indias, con escenas recurrentes de una madre blanca que lucha por proteger a su bebé, mientras que una madre nativa americana es asesinada y se derrumba fuera de la pantalla. Griffith más tarde se haría famoso por su creación de El nacimiento de una nación, una película de propaganda racista que retrataba al Ku Klux Klan como heroico.

En 1914, Buffalo Bill dirigió The Indian War Refought: The Wars for Civilization in America, que idealizó múltiples batallas, incluida la Masacre de Wounded Knee de 1890, en la que los soldados del ejército de EE. UU. mataron a más de 250 indígenas Lakota, incluidos hombres, mujeres y niños, y los enterraron en una fosa común. Esta película describió la masacre como una batalla y fue dirigida por el Departamento de Guerra y aprobada por el gobierno de los Estados Unidos. Por lo tanto, puede considerarse una película de propaganda, con el objetivo de racionalizar las acciones del gobierno. A pesar de sus inexactitudes históricas, un anuncio de Moving Picture World de 1914 afirma:
Esta película más realista de la época... ha sido APROBADA POR EL GOBIERNO DE LOS ESTADOS UNIDOS y realizada bajo la DIRECCIÓN DEL DEPARTAMENTO DE GUERRA. .. Históricamente correcto y todas las escenas TOMADAS EN LA UBICACIÓN EXACTA de las batallas originales.
En 1914, el etnólogo Edward S. Curtis dirigió la película muda In The Land of the Head Hunters, un documental ficticio sobre la vida y la cultura del pueblo Kwakiutl del Estrecho de la Reina Carlota en Canadá. Aunque Curtis escribió y dirigió la película, todos sus actores eran completamente Kwakiutl.
La película muda de 1930 The Silent Enemy es un ejemplo de una película que se centra en los personajes indígenas antes de la colonización. La película dramatiza una hambruna experimentada por los Ojibwe durante la era posclásica e incorpora folclore, visiones espirituales y elementos religiosos. La película comienza con un discurso en inglés sincronizado por sonido del jefe y activista ojibwe Chauncey Yellow Robe, quien protagoniza la película.
Las primeras películas con personajes indígenas variaban en sus representaciones.  Algunos de estos personajes a menudo se les mostraba vistiendo ropa de cuero con plumas en el cabello o con elaborados tocados de plumas. Autores han argumentado que las comunidades nativas a menudo se representaban como sociedades crueles que buscaban la guerra constante y la venganza contra los personajes blancos. Pero mientras algunos personajes indígenas individuales aparecían como borrachos, crueles o poco inteligentes, otros, como los de The Red Man and the Child (1908), A Mohawk's Way (1910) y The Red Girl and the Child (1910), eran amigos. o aliados de los colonos blancos. Sin embargo, estas representaciones a menudo eran unidimensionales y perpetuaban la idea de que el único indígena bueno es el que ayuda a los colonos blancos. Algunos matrimonios exitosos entre indígenas y blancos ocurrieron en el cine durante estos primeros años, como A Cry from the Wilderness (1909), A Leap for Life (1910) y The Indian Land Grab (1911). Otras representaciones eran estereotipos generalizados y se usaban en gran medida con fines estéticos y muchas tribus estaban representadas. Los tocados de plumas eran cultural e históricamente correctos para aproximadamente dos docenas de tribus de las llanuras, y las del suroeste de Estados Unidos a menudo vestían ropa tradicional. Esto se hizo para crear un personaje más reconocible para que el público blanco lo vea como "indígena".  Muchos directores  tampoco se preocuparon por la precisión en lo que respecta al idioma, ya que se les pidió a los actores indígenas que hablaran en su idioma indígena sin importar de qué tribu se suponía que eran en la película. Estas discrepancias funcionaron para crear el estereotipo indígena de Hollywood que prevalece en el género Wéstern.
Beverly R. Singer argumenta que “A pesar de que una diversidad de pueblos indígenas tuvo un significado legal e histórico en la formación de cada nuevo país fundado en el Hemisferio Occidental, en Estados Unidos y Canadá el término 'indios' se convirtió en una designación hegemónica lo que implica que todos eran iguales en cuanto a cultura, comportamiento, idioma y organización social".  Otros estudiosos  argumentan que estas películas, de hecho, mostraban una amplia gama de representaciones de los indígenas, desde nobles hasta comprensivos.

## Películas posteriores
El western revisionista, también conocido como western moderno o antiWéstern, es un subgénero de películas Wéstern que comenzó alrededor de 1960. Este subgénero se caracteriza por un tono más oscuro y cínico que generalmente no estaba presente en las películas Wéstern anteriores.

### Westerns revisionistas con personajes indígenas
- Dos cabalgaron juntos (1961)
- Los compañeros mortales (1961)
- Viento amargo (1963)
- Hombre (1967)
- Diles que Willie Boy está aquí (1969)
- Soldado azul (1970)
- Pequeño gran hombre (1970)
- La tierra de Chato (1972)
- Jeremías Johnson (1972)
- Buffalo Bill y los indios (1976)
- Misuri rompe (1976)
- Baila con lobos (1990)
- Corazón trueno (1992)
- Hombre muerto (1995)
- Los desaparecidos (2003)
- El único indio bueno (2009)

En la década de 1970, los westerns revisionistas como Pequeño Gran Hombre y Soldado Azul a menudo retrataban a los indígenas como víctimas y a los blancos como los intrusos agresivos de la frontera. Si bien la comedia de estudio Pequeño Gran Hombre todavía se centra en un protagonista blanco, Dustin Hoffman, los indígenas se representan con simpatía, mientras que los miembros de la Caballería de los Estados Unidos se representan como villanos. Los cheyenes en la película viven en armonía y en paz al comienzo de la película, y es la invasión de los hombres blancos violentos la influencia dañina y disruptiva en su cultura y paisaje. La película también se destaca por incluir un personaje de dos espíritus y mostrar al teniente coronel George Armstrong Custer como un lunático, un tonto y un petimetre, a quien el protagonista blanco traiciona por el bien de su familia india adoptiva.
La década de 1980 vio el surgimiento de películas independientes con contenido indígena contemporáneo, como Powwow Highway, una película de carretera y una película de amigos en la que un protagonista, un joven activista enojado, menciona el nombre del Movimiento Indígena Americano mientras que el otro visita lugares sagrados para saludar al amanecer. Ambos están en camino de liberar a un amigo de la cárcel.
Dances with Wolves de 1990, aunque aclamada por el público en general y brindando trabajo a muchos actores Lakota, también ha sido citada como un regreso a la narrativa del salvador blanco en el cine. En la película, los soldados estadounidenses capturan a John Dunbar (Kevin Costner) y lo toman como prisionero. Los indígenas corren hacia la escena y matan a todos los soldados estadounidenses, mientras que ninguno de los indígenas parece haber sido asesinado. Algunos de ellos reciben heridas, pero son retratados como fuertes e inmunes al dolor. Sin embargo, Dunbar luego se convierte en parte de la tribu y lidera a los Siux contra sus rivales, los Pawnee, y luego los ayuda a escapar del mismo ejército al que una vez sirvió. Los créditos finales de la película sugieren que los Siux ahora están extintos, lo que algunos criticaron.
El cineasta indígena Chris Eyre escribió y dirigió la película Smoke Signals (1998), que ha sido seleccionada para su conservación en el National Film Registry por ser "cultural, histórica o estéticamente significativa". Es una de las pocas películas con personajes indígenas y dirigida por un cineasta indígena (junto con las primeras películas de Edwin Carewe) que recibió distribución teatral. Smoke Signals fue escrita, dirigida y actuada por indígenas. Al igual que Powwow Highway, también es una road movie y una película que examina la amistad, la paternidad y los roles de la tradición frente a la modernidad en el territorio indígena.
En The Doe Boy (2001), un niño cheroqui recibe el sobrenombre de Hunter, después de matar accidentalmente a una cierva en lugar de a un macho durante su primer viaje de caza. La decepción de su padre y la distancia entre ellos se ve agravada por las limitaciones físicas impuestas a Hunter para evitar lesiones. Al separarse de su padre y su madre sobreprotectora, se encuentra con una novia y se enamora de ella, y aprovechando la sabiduría de su abuelo de sangre pura, Hunter descubre gradualmente el amor y un verdadero sentido de sus posibilidades. Más tarde, su padre fue asesinado a tiros accidentalmente por cazadores. Hunter se encuentra con el ciervo macho y decide no matarlo.
En Buffalo Dreams (2005), Josh Townsend tiene que mudarse nuevamente con su madre y su padre, el investigador de astrofísica Dr. Nick Townsend, a un pequeño pueblo de Nuevo México. Mientras trabaja en la fotocopiadora, Josh se aburre y decide trabajar para la reserva tribal de búfalos de la familia nativa americana, trabajando con el cínico nieto del anciano del clan Navajo, John Blackhorse, Thomas, y su amigo Moon. La pandilla de ciclistas de Kyle lo invita a dar un paseo en bicicleta, Josh se une a su grupo y él los lleva a una cascada secreta donde pintan grafiti con aerosol en el lugar sagrado y ensucian el suelo. Josh se mete en problemas con John y se disculpa con John. familia y desafía a su rival Kyle a una carrera de bicicleta de montaña. Durante la carrera, los búfalos escapan y corren en estampida hacia la ciudad, y Josh y sus amigos reúnen a los búfalos para evitar que su pequeña ciudad sufra una estampida.
El Nuevo Mundo (2005) ofrece un recuento en gran parte ficticio de la relación entre John Smith y Pocahontas, una princesa indígena. John Smith llega a las Américas y es inmediatamente capturado por una tribu de indígenas. La película ofreció varios mitos sobre Pocahontas, transformándola en una adulta para que la película pueda convertirse en una historia de amor. En realidad, Pocahontas era una niña de unos diez años que conoció a John Smith, y la mayoría de los estudiosos están de acuerdo en que algunos de los eventos de la película sucedieron alguna vez.

## Indígenas en las caricaturas
- Pinocho (1940): Pinocho es una película animada de 1940 producida por Walt Disney. Durante la escena de Pleasure Island, los personajes se reúnen en Tobacco Road y hay seis caricaturas racistas de jefes indígenas con tocados, fumando pipas de la paz y arrojando cigarros gratis a la multitud.[34]
- Peter Pan (1953): Peter Pan es una película animada de 1953 producida por Walt Disney. Una escena importante en Peter Pan involucra a los niños Darling, Wendy, John y Michael Darling, los Niños Perdidos y Peter Pan celebrando en el campamento indígena después de que Peter rescata a Tiger Lily, la hija del jefe, del Capitán Garfio y el Sr. Smee. Esta escena presenta la canción, "¿Qué hace que el hombre rojo sea rojo?" que presenta caricaturas racistas de indígenas.[35]
- An American Tail: Fievel Goes West (1991): es una película animada de Phil Nibbelink y Simon Wells con el productor Steven Spielberg para Amblin Entertainment de Universal Studios. Mientras Tiger está perdido en el desierto, es emboscado por una tribu de ratones indígenas que captura a Tiger y lo confunde con un dios. Más tarde, Fievel es atrapado por un halcón y los ratones indígenas lo derriban y Fievel se cae y se reúne con Tiger.
- Pocahontas (1995): Pocahontas es una película animada de Disney de 1995. En esta película, John Smith, mientras viaja a Jamestown, se encuentra con Pocahontas y la tribu Powhatan. Se produce un conflicto entre los colonos europeos y los indígenas, a medida que aumenta la tensión entre los dos grupos por la tierra. Antes de que comience una batalla entre los dos grupos, Pocahontas salva la vida de John Smith y evita la guerra. Aunque se presenta como histórica, la historia es muy ficticia. Los críticos de Pocahontas de Disney dicen que presenta la idea de que el único indígena bueno es el que ayuda a los blancos. Se argumenta que Pocahontas es retratada como una princesa por proteger a John Smith mientras que los otros indígenas son presentados como salvajes.[17]
- An American Tail: The Treasure of Manhattan Island (1998): es una película animada dirigida por Larry Latham por Universal Studios Home Video. Fievel y Tony descubren que un antiguo tesoro se encuentra debajo de Manhattan en un metro abandonado donde se encuentran con una tribu de ratones indígenas llamada Lenape, donde conocen a una niña ratón Cholena. El ratón sachem, el Jefe Wulisso, decide enviar a su hija Cholena a la superficie para ver si han "cambiado de costumbres".
- Brother Bear (2003): Brother Bear es una película animada de 2003 producida por Disney que sigue la historia de un niño inuit llamado Kenai mientras persigue al oso que mató a su hermano mayor, Sitka. Sin embargo, su venganza contra el oso enfurece a los espíritus. Como castigo, los Espíritus transforman a Kenai en un oso. Para volver a ser humano, Kenai debe viajar a una montaña donde la aurora boreal toca la tierra.
- La serie de fantasía animada Avatar: La leyenda de Aang (2005-2008) presenta varias culturas y personajes inspirados en los indígenas.
- El episodio de Camp Lazlo "Lumpus vs. the Volcano" tiene a Lazlo, Raj, Clam y Slinkman disfrazados de indígenas para escapar del volcán, que, como resultado, se convierte en un pastel de pollo, la comida favorita de Lumpus. El diputado Doodle Doo es la mascota de su propia empresa de pastel de pollo.
- El episodio "Over a Barrel" de My Little Pony: La amistad es mágica tiene ponis indígenas, así como un personaje llamado Little Strongheart, un pony marrón parecido a una vaca.
- Molly of Denali (2019): una serie animada que sigue las aventuras de Molly, una nativa de Alaska de 10 años, sus amigos Tooey y Trini, y su perro Suki. Molly of Denali es la primera película infantil distribuida a nivel nacional que presenta a un indígena de Alaska como personaje principal y protagonista.[36]

## Blanqueo de personajes indígenas
El blanqueo en el cine se refiere al fenómeno histórico que se originó a principios del siglo XX, en el que se eligió a actores blancos para papeles que no estaban destinados a ellos. En lugar de contratar a alguien que se ajuste a la raza/etnicidad prevista del personaje, tradicionalmente se le asigna ese papel a una persona blanca. Esto no es exclusivo de ningún grupo; desde negros hasta asiáticos y indígenas, muchos grupos marginados en Estados Unidos han sentido los efectos del blanqueo en la industria cinematográfica.
El blanqueo tiene dos vertientes, ya que no solo impide la representación de los indígenas en el cine, sino que también los obliga a asumir roles estereotípicos. Los estereotipos o tropos del indígena americano salvaje o del indígena americano a merced de los blancos se han reciclado durante años. Esto permite que Hollywood, una industria predominantemente blanca de arriba abajo, continúe controlando el acceso a los papeles cinematográficos codiciados. En 2017, aproximadamente el 70 % de los personajes de los principales estrenos de Hollywood de ese año eran blancos. Ese año, aproximadamente el 60% de la población de EE. UU. era blanca, lo que muestra una representación desproporcionada de personas blancas en Hollywood. Esto también refuerza muchos de los estereotipos que muchas personas tienen con respecto a los indígenas, porque aún no ha habido un cambio cultural significativo con respecto a cómo se retrata a los indígenas en los principales medios estadounidenses. Además, los actores blancos nunca se han enfrentado a una escasez de papeles disponibles para ellos en Hollywood, mientras que los indígenas y otros grupos marginados continúan experimentando esto.

### Ejemplos
- En The Legend of Walks Far Woman (1982) , la actriz Raquel Welch interpretó a una guerrera sioux que mató a su marido y fue desterrada de su tribu. Welch interpretó el papel a pesar de ser mitad boliviano y mitad blanco.
- En Outrageous Fortune (1987), el comediante blanco George Carlin se apropia de la cultura nativa en su papel de Frank Madras, un explorador.
- X-Men Origins: Wolverine (2009) Lynn Collins interpreta al personaje (blackfoot / niitsítapi) Silver Fox.
- En The Last Airbender (2010), adaptación de M. Night Shyamalan de la serie animada Avatar: la leyenda de Aang, varios personajes asiáticos y indígenas fueron interpretados por actores blancos.
- Si bien la interpretación de Johnny Depp de Toro en El llanero solitario (2013) de Disney ha sido aceptada en los grupos comanches, los críticos argumentan que Depp se involucró en la "cara roja" y que elegirlo sobre los actores indígenas fue una decisión racista.[1]
- Pan (2015) eligió al actor blanco Rooney Mara como Tiger Lily, la princesa nativa americana de Peter Pan.

## Documentales
- Broken Rainbow (1985): Arco Iris Roto detalla la reubicación forzada de los miembros de la tribu Navajo de Black Mesa, Arizona después de la Ley de Asentamiento de Tierras Navajo-Hopi de 1974.[41] Muchas familias navajo fueron separadas durante este período de desplazamiento en el intento del gobierno de los EE. UU. de mejorar los problemas percibidos entre las tribus hopi y navajo.[42] Este documental destaca varios problemas que enfrentan las comunidades indígenas de los Estados Unidos en la actualidad; el creciente deseo de adquirir tierras indígenas para empresas capitalistas. Están en juego los derechos mineros, los límites territoriales y la extracción de uranio, gas, petróleo y otras materias primas. Dirigida por Victoria Mudd, ganó el Premio de la Academia al Mejor Documental en 1986. El elenco incluye las narraciones de voz de Martin Sheen, Buffy Sainte-Marie, Burgess Meredith y otros.
- Imagining Indians (1992): Imaginando Indios es un documental de 1992 producido y dirigido por el cineasta indígena americano Victor Masayesva Jr. (Hopi). El documental intenta revelar la tergiversación de la cultura y la tradición indígena en las películas clásicas de Hollywood a través de entrevistas con diferentes actores indígenas y extras de varias tribus de los Estados Unidos.[43] Está protagonizada por Shirley Atene, Karmen Clifford, Marvin Clifford y otros. El elenco es completamente indígena americano y atrae a indígenas del Amazonas, Montana, Arizona y otros lugares. Se considera una de las piezas cinematográficas más provocativas de Masayesva, ya que profundiza en las complejidades que rodean la percepción blanca de la cultura y la identidad de los indígenas. La película también aborda la naturaleza invasiva de Hollywood en términos de filmación en reservas. El director Masayesva dijo que The Dark Wind (1991) irrumpió en su pueblo para filmar cuando era más joven y sintió el deber de compartir historias como estas con el mundo exterior.[44]
- The Canary Effect (2006): El Efecto Canario es un examen de los efectos de los Estados Unidos y sus políticas en las comunidades indígenas.[45] Algunas de estas políticas incluyen la escolarización forzada de niños fuera de las comunidades nativas americanas, asesinatos en masa, esterilización femenina forzada y más. Fue dirigida por Robin Davey, un músico británico, y Yellow Thunder Woman, que proviene de las reservas Yankton Sioux y Rosebud Sioux de Dakota del Sur.[46] Ambos son miembros del grupo pop de Los Ángeles The Bastard Fairies. La película se estrenó por primera vez en el Festival de Cine de Tribeca en Nueva York y en 2006 ganó el Premio Stanley Kubrick en el Festival de Cine de Traverse City en Míchigan.[47] El elenco incluye a Charles Abourezk y Ward Churchill, autor, ex profesor y uno de los líderes del Movimiento Indio Americano de Colorado desde la década de 1980.
- Reel Injun (2009): Reel Injun es una película documental canadiense de 2009 dirigida por el cineasta cree Neil Diamond, Catherine Bainbridge y Jeremiah Hayes que explora la representación de los indígenas en el cine. Reel Injun está ilustrado con extractos de representaciones clásicas y contemporáneas de indígenas en películas de Hollywood y entrevistas con cineastas, actores e historiadores de cine, mientras que el director Diamond viaja por los Estados Unidos para visitar lugares icónicos en el cine y en la historia de los indígenas americanos.[48] El documental narra el viaje de los indígenas en el cine durante aproximadamente un siglo, con especial atención a la transición de la era muda de Hollywood a la actualidad.[49] Utiliza clips de diferentes épocas del cine, y Diamond se reúne con cineastas famosos como Clint Eastwood para aprender más sobre la transformación de la imagen de los indígenas en la pantalla. Otros cameos incluyen a Robbie Robertson (compositor de la banda sonora), Graham Greene (actor indígena americano), Wes Studi (actor indígena americano), Jim Jarmusch (cineasta), Chris Eyre (cineasta), Jesse Wente (crítico indígena canadiense y director de programas) y Angela Aleiss (académica y autora). Diamond se dirige a lugares famosos como Monument Valley, donde se filmaron muchos westerns, y Black Hills en Dakota del Sur, el hogar de varios indígenas notables.
- Inventing the Indian (2012): Inventando el Indio es un documental de la BBC de 2012, transmitido inicialmente el 28 de octubre de 2012, que explora la visión estereotipada de los indígenas en los Estados Unidos en el cine y la literatura.[50] Dirigido por Chris Cottam, el documental es presentado por Rich Hall, un comediante estadounidense. El elenco también incluye a Dave Bald Eagle, Ailema Benally y Milton Bianis. Hall intenta desmantelar algunos de los estereotipos generalizados que acosan a la comunidad nativa americana hasta el día de hoy dirigiéndose a áreas indígenas en Arizona, Dakota del Sur y otros lugares también. Examina la forma en que los indígenas han sido retratados en la pantalla en películas como Soldado Azul y Un Hombre Llamado Caballo, al mismo tiempo que observa las representaciones literarias de los pueblos indígenas, en libros como El Ùltimo Mohicano y Bury My Heart at Wounded Knee.[50]

## Actores indígenas destacados

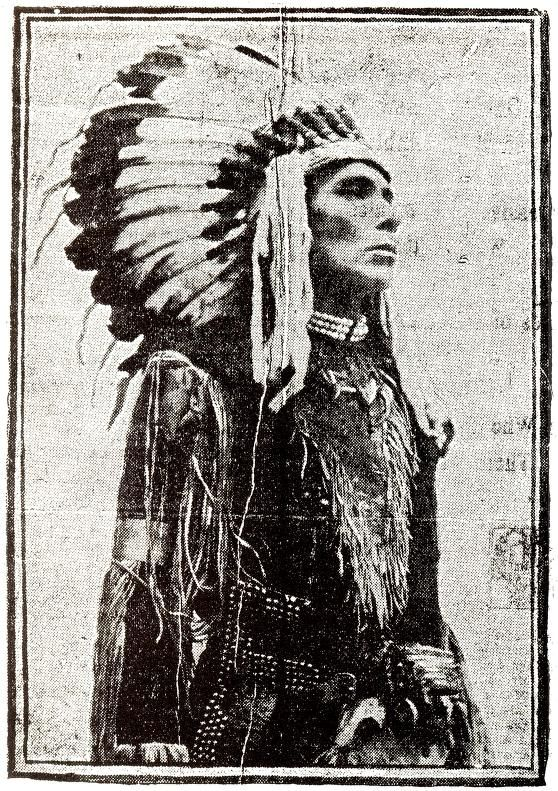
Nube oscura (1855-1918), actor de cine nativo americano
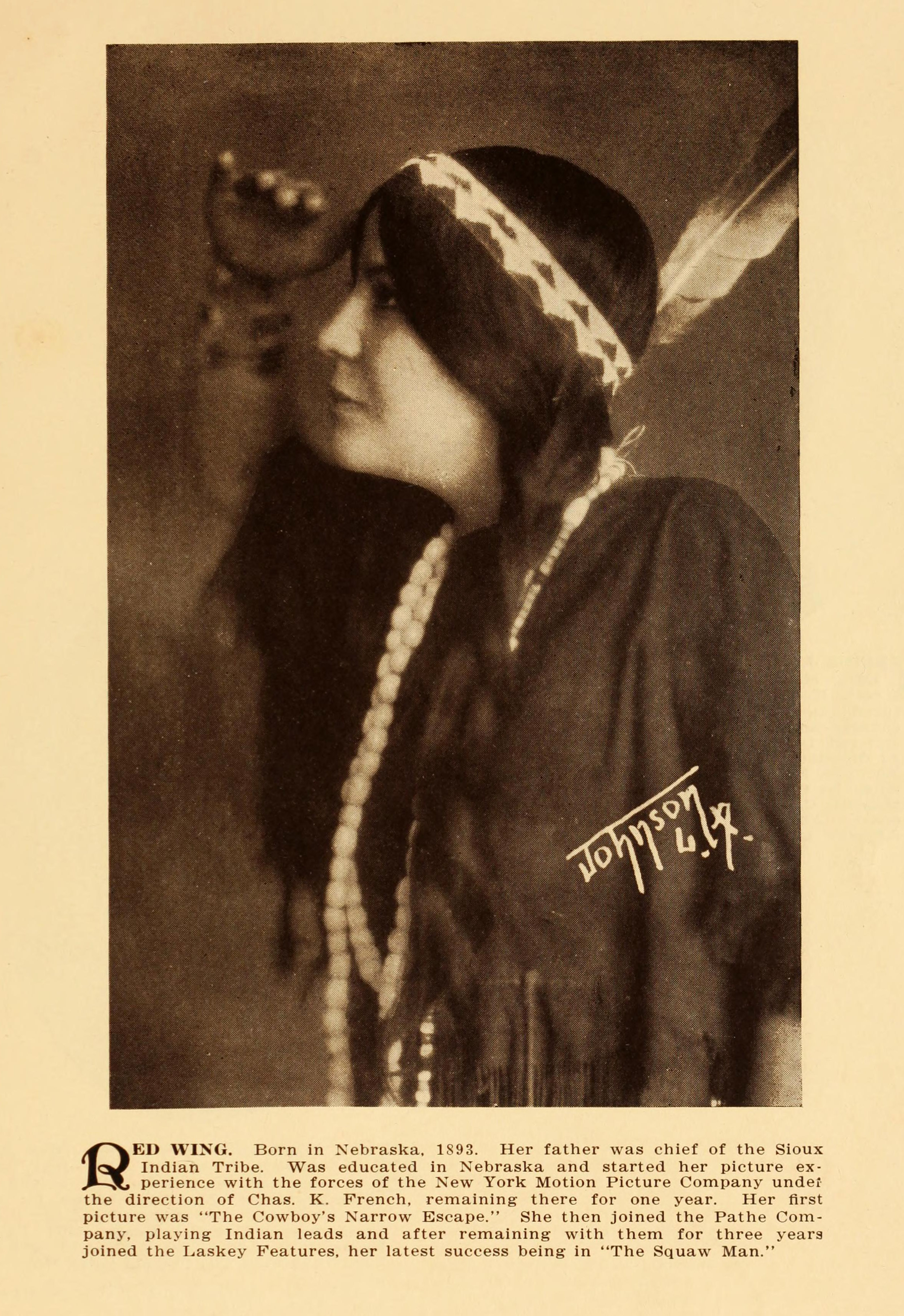
Lillian Margaret St. Cyr (1873-1964), actriz de cine nativa americana
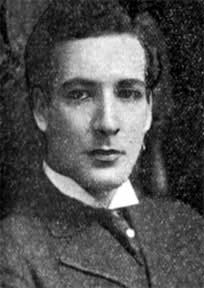
Edwin Carewe (1883-1940), el director de largometrajes nativo americano más prolífico en la historia de Hollywood
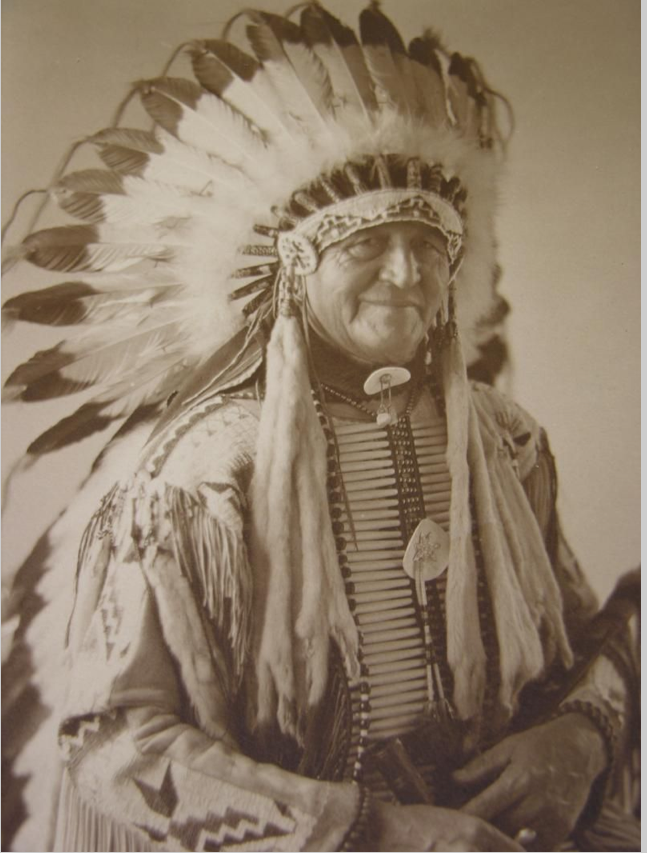
Luther Standing Bear (1868-1939), actor de cine nativo americano

Dark Cloud, también conocido como Elijah Tahamont, fue un jefe algonquino que vivió entre 1861 y 1918. Protagonizó películas como What Am I Bid? (1919), La mujer indómita (1920), El nacimiento de una nación (1915) y El metal deshonrado (1914).
Red Wing nació en 1884 de madre winnebago y padre francocanadiense/ sauk en la reserva Winnebago en Nebraska. Al principio de su carrera, protagonizó muchos papeles pequeños en películas. Fue conocida por protagonizar uno de los primeros westerns de Hollywood, The Squaw Man (1914). Estaba casada con James Young Deer, otro actor y director indígena.
Edwin Carewe, también conocido como Jay John Fox, nació en Gainesville, Texas, en 1883, de padre blanco y madre chickasaw. Como actor al principio de su carrera, Carewe comenzó a dirigir películas de Hollywood en 1914 durante la era del cine mudo. Algunas de sus películas incluyen Ramona (1928), Evangeline (1929), Resurrección (1927) y Joanna (1925).
Luther Standing Bear, también conocido como Ota K'Te (Plenty Kill), nació en la Reserva Pine Ridge en Dakota del Sur y vivió entre 1868 y 1939. Es un escritor y actor oglala lakota que comenzó a actuar en 1912. Parte de su filmografía incluye White Oak (1921), Cyclone of the Saddle (1935) y Union Pacific (1939).
James Young Deer nació en Washington D. C. en 1876. Proviene de la gente de Nanticoke de Delaware y trabajó como director y actor. Algunas de sus películas incluyen The Stranger (1920), The Great Secret (1917) y Lieutenant Daring RN and the Water Rats (1924). De 1911 a 1914, James Young Deer fue director de producción/gerente general de Pathé Frères West Coast Studio, ubicado en Edendale, California. Estaba casado con la actriz nativa americana Red Wing y murió en 1946.

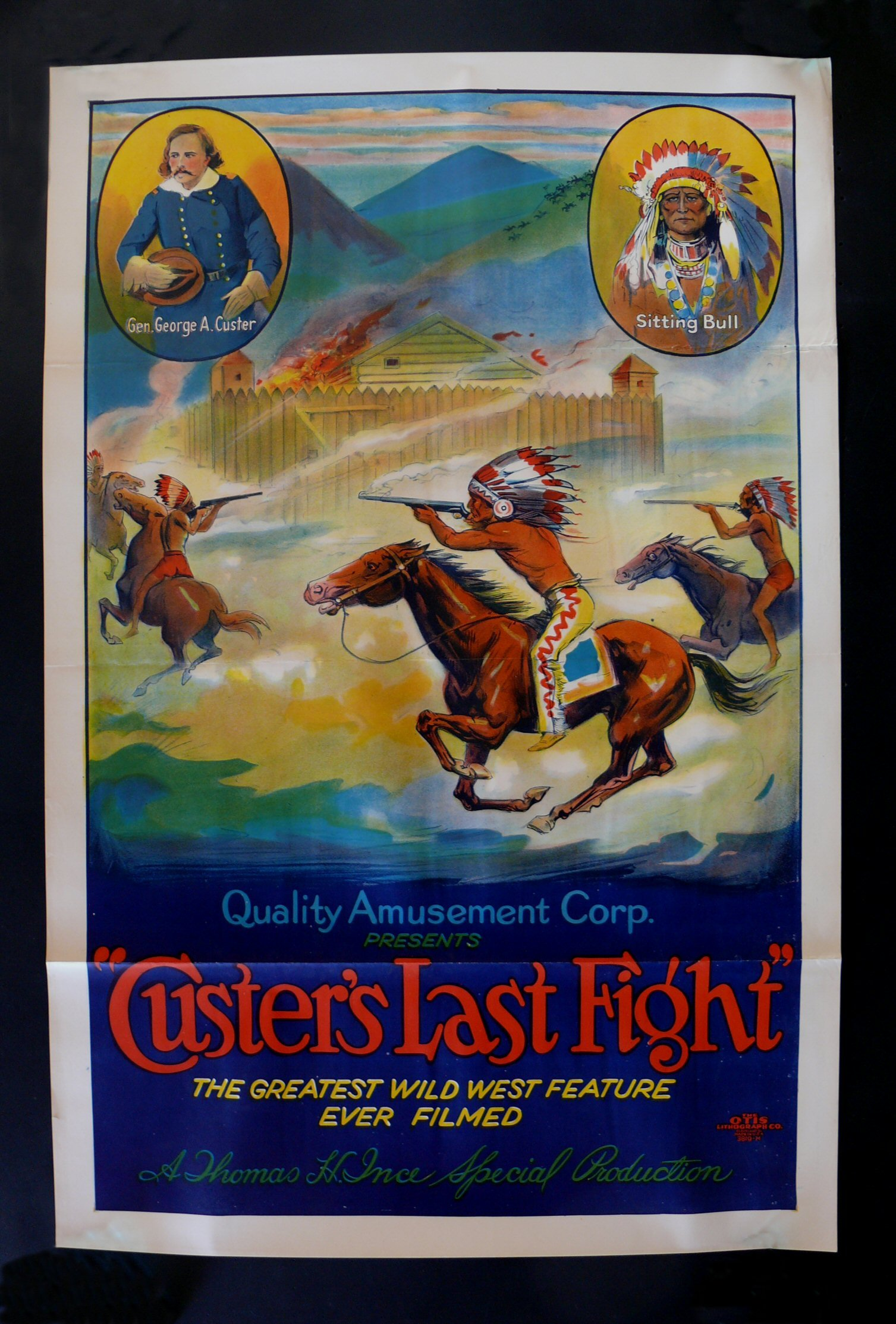
La última pelea de Custer (1912)

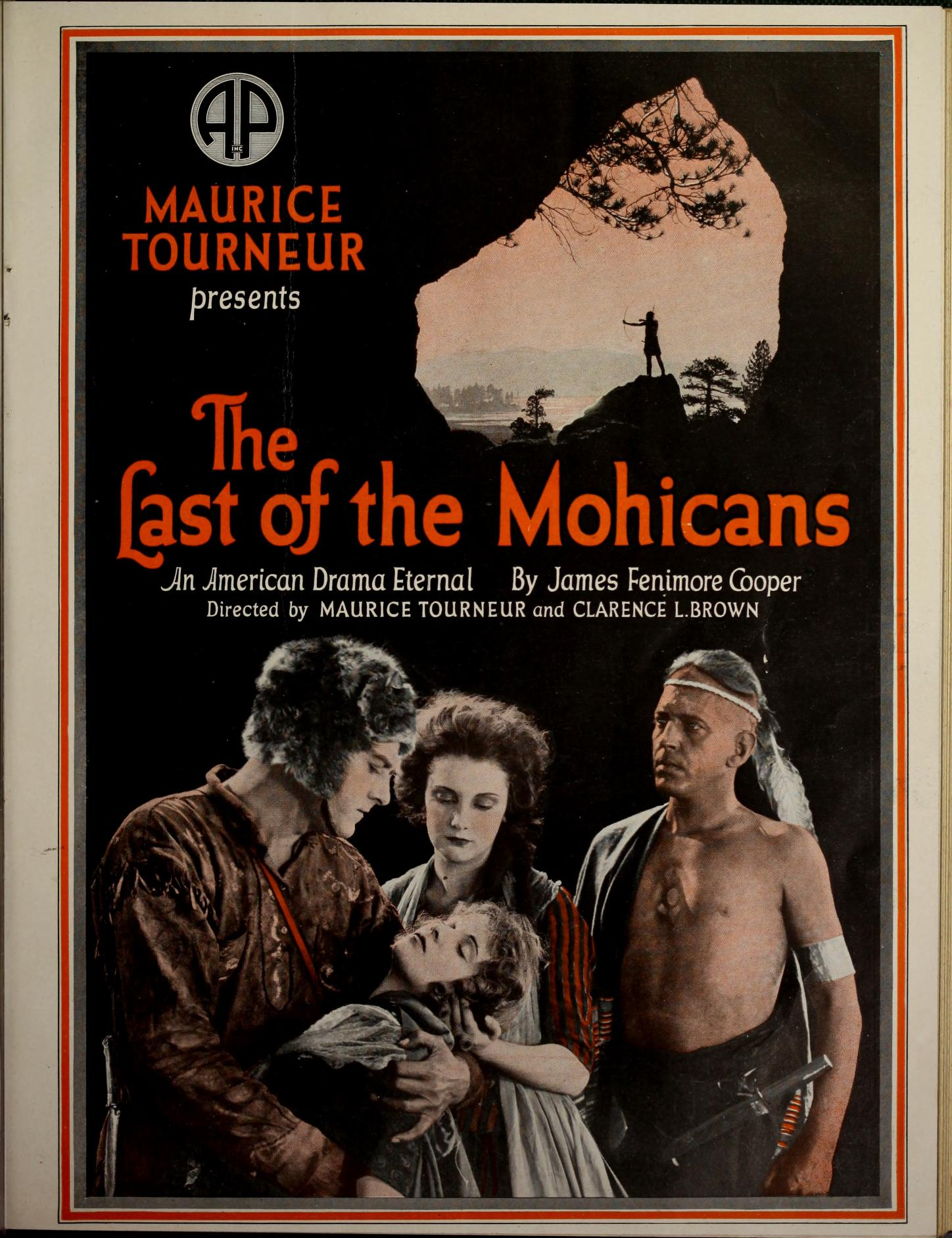
Cartel de la película El último mohicano (1920)

Wes Studi, nacido en 1947 en Oklahoma, es un actor Cheroqui y entrenador de caballos profesional conocido por protagonizar más de 80 películas. Algunos de sus trabajos incluyen Dances with Wolves (1990), The Last of the Mohicans (1992) y Avatar (2009). Se le atribuye haber traído actuaciones versátiles y magistrales a Hollywood que han ayudado a desmantelar algunos de los estereotipos que rodean a los indígenas dentro de la industria. En 2019, Studi recibió el Premio de los Gobernadores, un premio honorífico que conmemora la actuación de por vida de un actor cada año. Studi es solo el segundo actor en recibir un premio por actuaciones en el cine, siguiendo a Ben Johnson en 1972.
Nacido en Dakota del Sur, Russell Means fue un indígena americano oglala lakota que vivió entre 1939 y 2012. Means fue el primer director del Movimiento Indio Americano, que se creó originalmente para luchar contra la pobreza y la brutalidad policial entre las comunidades indígenas estadounidenses. Luchó por los derechos de los pueblos indígenas en todo el mundo y es conocido por dar un discurso televisado en 2000 en el que dijo que prefiere la etiqueta "indio" a "indígena americano" porque todos los nacidos en los Estados Unidos deben ser considerados indígenas. También realizó una campaña presidencial sin éxito en 1987 como miembro del Partido Libertario. Ha protagonizado películas como The Last of the Mohicans (1992), Natural Born Killers (1994) y Pocahontas (1995).
Will Sampson, de Oklahoma, fue miembro de Creek Nation que vivió entre 1933 y 1987. Recibió su gran oportunidad como actor con el papel de "Jefe" Bromden en One Flew Over the Cuckoo's Nest (1975), una de las tres únicas películas en ganar los Cinco Grandes Premios de la Academia. Sampson también fue conocido por protagonizar películas como The Outlaw Josey Wales (1976), Orca (1977) y The White Buffalo (1977). Después de morir en 1987, fue enterrado en la reserva en la que creció.
Floyd Westerman, también conocido como 'Red Crow', fue un actor, activista y músico dakota sioux nacido en 1936 en la reserva india de Lake Traverse en el condado de Roberts, Dakota del Sur. Protagonizó Dances with Wolves (1990), Dharma & Greg (1997) e Hidalgo (1994). Fuera del cine, Westerman ha utilizado su talento musical para generar mayor conciencia sobre los problemas que enfrentan los pueblos indígenas en los Estados Unidos. Colaboró con artistas como Sting, Willie Nelson y Don Henley para lograr tales objetivos. También fue embajador del Consejo Internacional de Tratados Indios, una organización multinacional que lucha por la autodeterminación y la autonomía de los pueblos indígenas en todo el mundo.

## Soberanía visual
La soberanía visual es una forma de ver la soberanía indígena fuera de los parámetros legales definidos por la estudiosa de Séneca Michelle H. Raheja como "una forma de reinventar las articulaciones de auto representación y autonomía centradas en los indígenas que involucran las poderosas ideologías de los medios de comunicación", para tomar recuperar el derecho a contar sus propias historias. La académica Julia Boyd escribe: "Los hombres blancos han dominado durante mucho tiempo la industria cinematográfica (.. . ) Sin embargo, los cineastas indígenas han ido en aumento en las últimas décadas".
Como ejemplo de soberanía visual, Igloolik Isuma Productions fue la primera productora de propiedad inuit conocida por producir películas como Atanarjuat: The Fast Runner. Isuma se formó en 1981 y creó películas inuit en su idioma indígena, el inuktitut. Isuma Productions también dirige IsumaTV que presenta a cineastas indígenas. El sitio web de Isuma afirma que alberga "más de 7000 películas y videos en 84 idiomas". Isuma Productions sigue siendo líder en lo que respecta a la soberanía visual.
Señales de humo (1998): el cineasta indígena Chris Eyre escribió y dirigió la película Señales de humo, que ha sido seleccionada para su conservación en el Registro Nacional de Cine por ser "cultural, histórica o estéticamente significativa". Es una de las pocas películas con personajes indígenas y dirigida por un cineasta indígena (junto con las primeras películas de Edwin Carewe) que recibió distribución teatral. Smoke Signals fue escrita, dirigida y actuada por indígenas. Al igual que Powwow Highway, también es una road movie y una película que examina la amistad, la paternidad y los roles de la tradición frente a la modernidad en el territorio indígena.
Escrita y dirigida por el cineasta mi'kmaq Jeff Barnaby, Rhymes for Young Ghouls (2013) cuenta la historia de Aila, interpretada por Kawennáhere Devery Jacobs, mientras se enfrenta a Popper, un agente indígena y director de la escuela residencial cercana. La reserva se ha visto profundamente afectada por la escuela residencial, participando en el uso de drogas y alcohol para olvidar el trauma infligido por el sistema escolar. Rhymes for young ghouls es una historia de venganza contra el sistema de escuelas residenciales canadiense y ofrece un camino hacia la descolonización a través de la educación de las personas sobre el sistema de escuelas residenciales y la apertura del diálogo como medio para la descolonización. Escrito y actuado por indígenas, Rhymes for young ghouls ejemplifica la soberanía visual.
Otra película de Jeff Barnaby, Blood Quantum (2019) trata sobre un apocalipsis zombi en el que solo las personas Mi'gmaq son inmunes. Barnaby explora la vida en una sociedad poscolonial a través de la lente de un apocalipsis zombi en el que deben resistir y luchar contra sus opresores y evitar la extinción. Barnaby una vez más usó un elenco indígena para contar una historia nativa que muestra la soberanía visual.
Escrita y dirigida por el cineasta Cree-Métis Danis Goulet, Night Raiders (2021) tiene lugar en una América del Norte distópica de posguerra donde los niños son propiedad del estado. Night Raiders hace un comentario mordaz sobre las escuelas residenciales nativas y el secuestro de niños por parte del estado para colocarlos en estas escuelas. La película está protagonizada por Elle-Máijá Tailfeathers, una actriz de Blackfoot y Sámi, como Niska y Brooklyn Letexier-Hart como Waseese.